# Oblężenie Valenciennes
Oblężenie Valenciennes – oblężenie, które miało miejsce od 28 lutego do 17 marca 1677 podczas wojny Francji z koalicją.
Dnia 28 lutego 1677 armia francuska (40 000 żołnierzy) dowodzona przez marszałka Luksemburskiego rozpoczęła oblężenie położonej w zachodniej Walonii twierdzy Valencijn, w której znajdował się garnizon hiszpański w sile 3 000 żołnierzy. Dnia 4 marca do obozu armii oblężniczej przybył sam król Francji Ludwik XIV. Pracami oblężniczymi po mistrzowsku kierował marszałek Francji Sebastian Vauban. W trakcie prac oblężniczych Francuzi podciągnęli swe szańce w pobliże stoku nad Skaldą, gdzie było zbudowane dzieło rogowe. Za radą Vaubana, wbrew wcześniejszej tradycji, wojska francuskie ruszyły do szturmu w trakcie dnia. Dnia 17 marca atakująca piechota francuska złamała opór Hiszpanów i wdarła się do twierdzy. Uznając swą sytuację za beznadziejną garnizon twierdzy skapitulował. W twierdzy zostawiono garnizon francuski pod dowództwem Bardo Magalottiego. Na podstawie traktatu w Nijmegen w 1678 twierdza i miasto wraz z okolicami na stałe zostały wcielone do królestwa Francji. Odtąd pod nazwą Valenciennes do dziś wchodzi w skład państwa francuskiego. Oblężenie Valenciennes zmieniło dotychczasowy zwyczaj szturmowania umocnień w nocy - odtąd równie chętnie prowadzono szturmy w trakcie dnia.